# Privatimport av alkohol
Privatimport av alkohol innebär att en privatperson importerar alkoholhaltig dryck från ett annat land, antingen medtaget vid resa eller via ett fraktföretag.

## Europeiska unionen
Lagligheten för privatimport från ett EU-land till ett annat via ett fraktföretag fastställdes i ett beslut i Europeiska unionens domstol 2007, den så kallade Rosengrendomen. För att underlätta för privatpersoner erbjuder företag hjälp med importen. Skatt ska betalas enligt avsändarlandets eller mottagarlandets regler, beroende på vilka länder det gäller. Reglerna kopplas till de om Europeiska gemenskapens mervärdesskatteområde.

## Sverige
I Sverige sker privatimport både genom Systembolaget eller genom fristående svenska företag som hjälper svenskarna att hantera privatimporten, när det kommer till administration och skatter. Privatpersonen gör en beställning via företaget, varpå företaget skickar vinet till kunden och sköter administration och betalning av svenska skatter. För att ett företag ska kunna erbjuda denna service krävs ett distanshandelstillstånd som tillhandahålls av Skatteverket. Svensk skatt ska betalas, och företaget kan få slippa betala avsändarlandets skatt med rätt registrering.
Privatimport där man har med sig varorna vid resa har varit lagligt i många år, men man måste tulldeklarera det såvida det inte gällt en mängd under en viss kvot, som före EU-inträdet var liten, till exempel 2 liter öl, men sedan 2003 mycket högre.